# Дракулешти
Дракулешти — шляхетська і князівська династія Молдавії і Волощини. Одна з двох основних конкуруючих гілок князівського (королівського) будинку Басарабів; інша — рід Данештів. Ці родини постійно боролися за трон в Семигородщині та Бесарабії з кінця XIV до початку XVI століть. Нащадки роду Дракулештів зрештою стали домінувати в князівствах, аж до їх спільного правління і Трансільванією і Молдавією Михайлом Хоробрим у 1600 році.

## Історія
Династія Дракулештів або рід Дракулешти — гілка Басарабської династії. 

Родоначальником є Мірча I господар Волощини у 1386-1418 роках. Рід отримав свою назву від сина Мірчі І, господаря Волощини Влада II Дракули. Існує версія, що той отримав своє прізвисько від членства в Ордені Дракона (drac означає «дракон»), заснованому 1408 р. Метою Ордену Дракона було посилення солідарності між християнами володарями Центральної та Східної Європи в боротьбі проти османських і татарських (Золотої Орди та Кримського ханства) завойовників.
Представники роду мали численні конфлікти за правління у Волощині та Бесарабії з іншою гідкою Басарабів - родом Данештів, які походили від господаря Дана I, рідного брата Мірчі І. 
Дракулешти мали підтримку з боку гірської знаті, а Данешти підтримувались Олтейською шляхтою, що вважали їх «законними Басарабцями». Суперечки між двома гілками Басарабської династії за панування в країні сприяли міжусобицям та мали негативний вплив на політичне життя Волощини.
З часом, Данешти залишившись без достойного представника, здатного до боротьби за правління в країні наприкінці XV століття. Їх замінили бояри з роду Крайовесків, з якими вони були споріднені. 
Рід Дракулештів закінчився на Михайлі III, господарі Волощини (1658—1659), що не мав дітей, таким чином вимерши по чоловічій лінії.

## Представники
Представники роду Дракулештів, які займали трон Волощини:
| Господар            | Інформація                                                                               |
| ------------------- | ---------------------------------------------------------------------------------------- |
| Влад II Дракул      | 1436–1442, 1443–1447; син Господаря Мірчі І                                              |
| Мірча ІІ            | 1442; син Влада ІІ                                                                       |
| Влад III Дракула    | 1448, 1456–1462, 1476; син Влада ІІ                                                      |
| Раду III Вродливий  | 1462–1473, 1474; син Влада ІІ                                                            |
| Влад IV             | 1481, 1482–1495; син Влада ІІ                                                            |
| Раду IV Великий     | 1495–1508; син Влада IV                                                                  |
| Михайло І           | 1508–1509; син Влада III                                                                 |
| Мірча ІІІ Дракул    | 1510; син Михайла І                                                                      |
| Влад V              | 1510–1512; син Влада ІV                                                                  |
| Влад VI Драгомир    | 1521; син Влада Молодшого                                                                |
| Раду V              | 1522–1523, 1524, 1524–1525, 1525–1529; син Раду ІV                                       |
| Раду VI Бадика      | 1523–1524; син Раду ІV                                                                   |
| Влад VIІ            | 1530–1532; син Влада Молодшого                                                           |
| Влад VIII Вінтіла   | 1532–1534, 1534–1535; син Раду ІV                                                        |
| Раду VII Паісій     | 1534, 1535–1545; син Раду ІV Великого                                                    |
| Мірча V Чабан       | 1545–1552, 1553–1554, 1558–1559; син Раду ІV Великого                                    |
| VIII Гайдук         | 1552–1553; син Раду V                                                                    |
| Петро І Добрий      | 1554–1558; син Раду VII Паісія                                                           |
| Петро ІІ            | 1559–1568; син Мірчі V Чабана                                                            |
| Олександр ІІ Мірча  | 1568–1574, 1574–1577; син Мірчі III Дракула                                              |
| Вінтіла Волоський   | 1574; син Петра Доброго                                                                  |
| Михайло ІІ          | 1577–1583, 1585–1591; син Олександра ІІ Мірчі                                            |
| Петро ІІІ           | 1583–1585; син Петра Доброго                                                             |
| Михайло Хоробрий    | 1593–1601; син Петра Доброго; Князь трьох князівств: Молдавії, Волощини та Трансільванії |
| Микола II Патреску  | 1599–1601; син Михайла Хороброго, його співправитель                                     |
| Раду IX Михайло     | 1601–1602, 1611, 1611–1616, 1620–1623; син Михайла Хороброго                             |
| Олександр V Коконул | 1623–1627; син Раду Михайла                                                              |
| Михайло ІІІ         | 1658–1659; син син Раду Михайла                                                          |

Траске Дракулеску – волоський боярин, житель Олтенії , «останній законний» нащадок династії, який помер у XVIII столітті
Трашке Дракулеску – Волоський боярин, житель Олтенії, останній відомий і «законний» нащадок династії по чоловічій лінії, який помер у XVIII столітті 

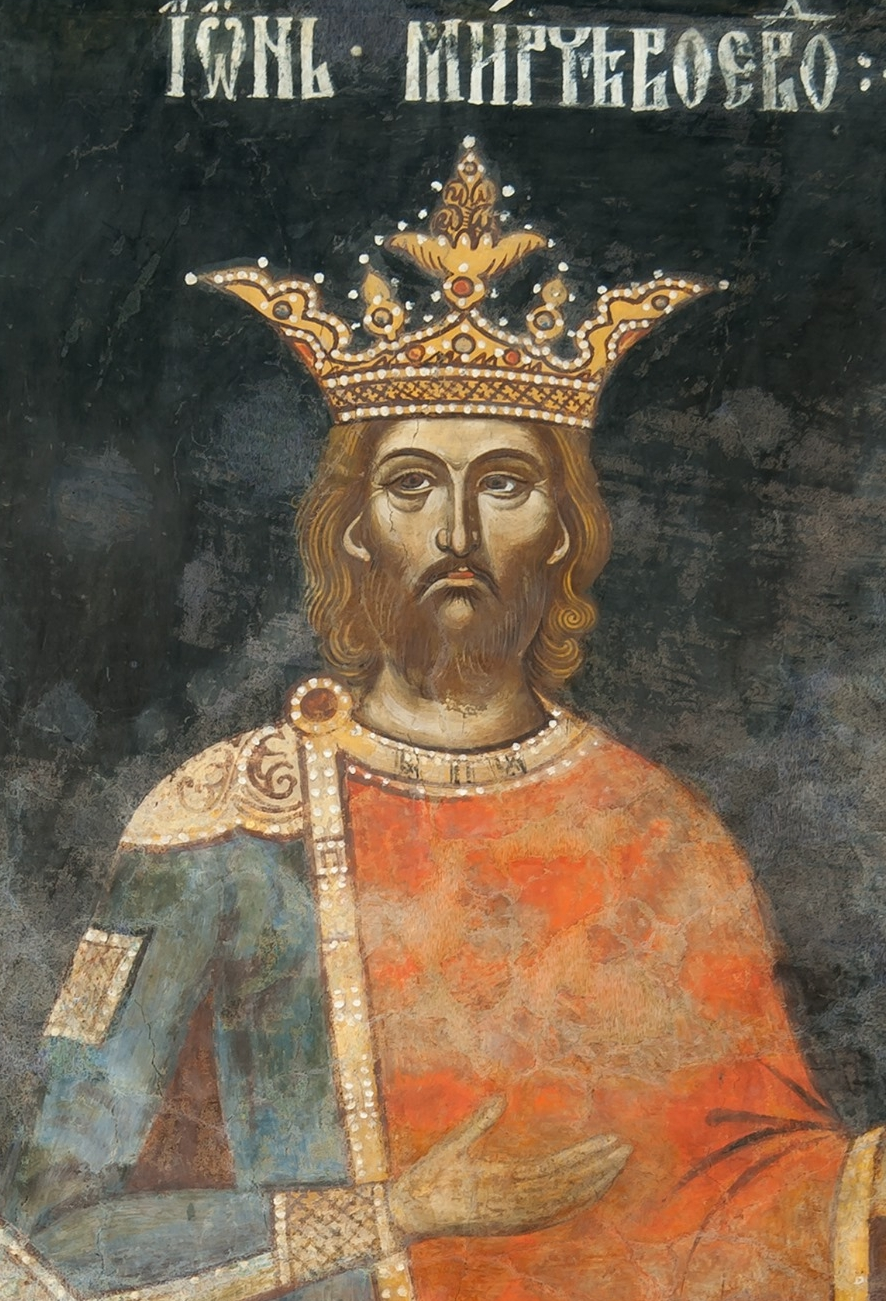
Мірча Старший
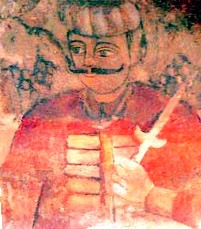
Влад Дракул
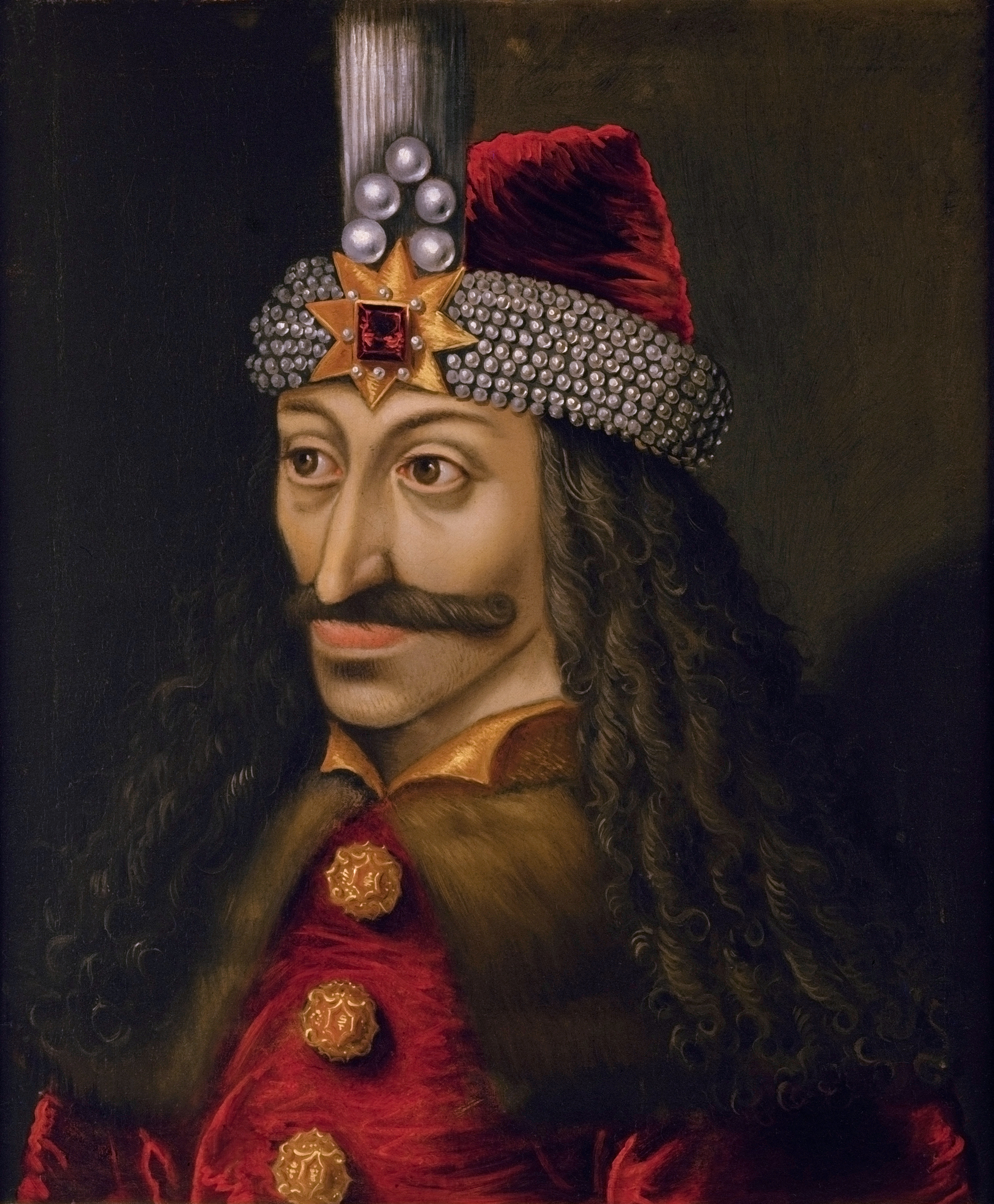
Влад III
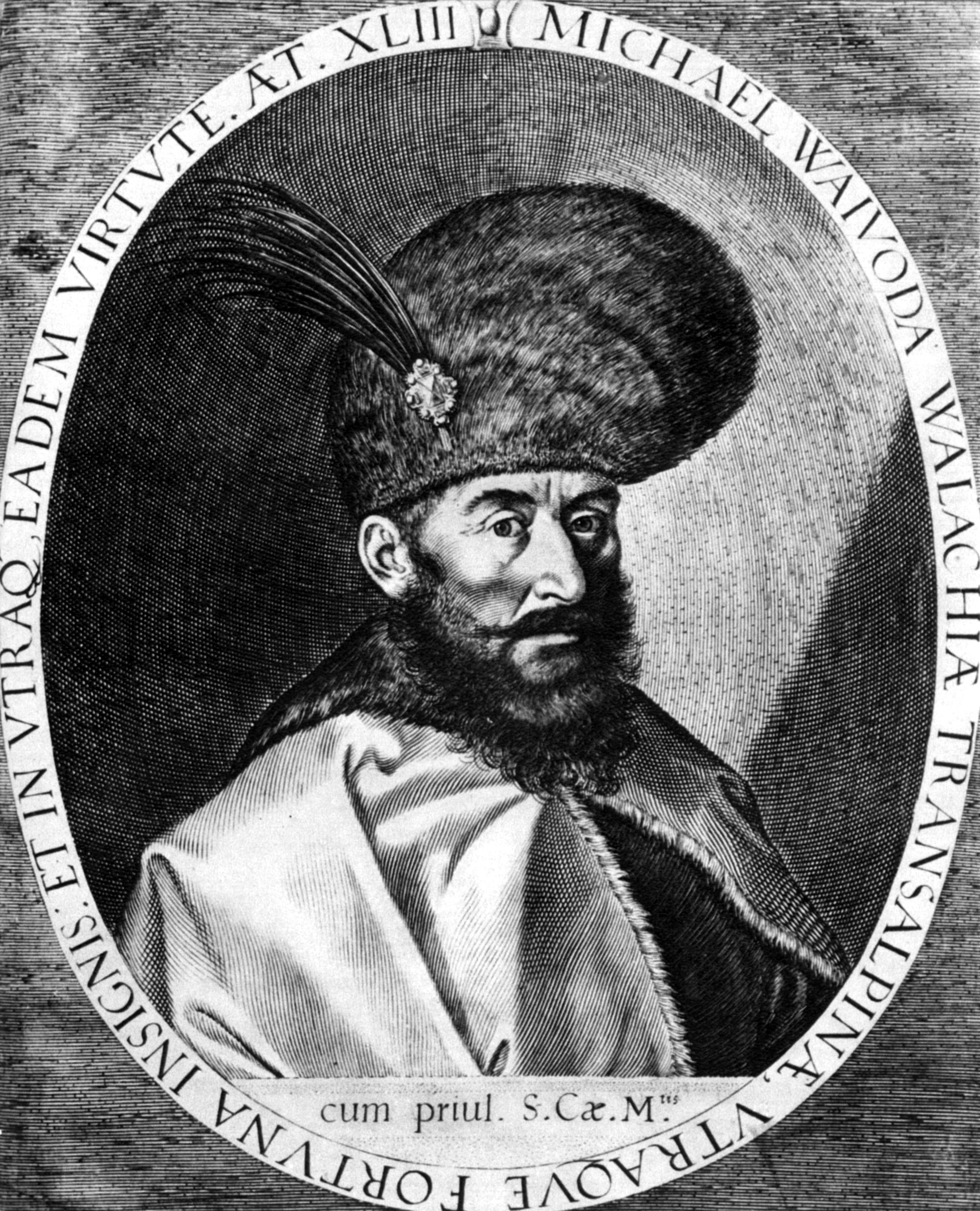
Михайло Хоробрий
Олександр V Коконул